# Argylia
Argylia D.Don es un género con 29 especies de árboles pertenecientes a la familia Bignoniaceae. Las flores, zigomorfas, tienen sus pétalos soldados en forma de trompeta con cinco lóbulos externos bien marcados y colores en una gama cromática del rojo al amarillo, o al rosa, a veces con manchas más oscuras o marcas radiales en el interior del tubo. 

## Taxonomía
El género fue descrito por David Don  y publicado en Edinburgh Philosophical Journal 9: 260. 1823. La especie tipo es:  Argylia radiata

## Especies seleccionadas
| - Argylia adscendens - Argylia australis - Argylia bifrons - Argylia bustillosii - Argylia canescens - Argylia checoensis - Argylia chrysantha - Argylia digitalina - Argylia eremophila - Argylia farnesiana | - Argylia feuillei - Argylia geranioides - Argylia glabriuscula - Argylia glutinosa - Argylia huidobriana - Argylia incana - Argylia lutea - Argylia potentillaefolia - Argylia puberula - Argylia radiata | - Argylia robusta - Argylia sitiens - Argylia tenella - Argylia tenuifolia - Argylia tomentosa - Argylia trifoliata - Argylia uspallatensis - Argylia villosa - Argylia viridis |